# Gerhard Rößchen
Gerhard Rößchen (* 20. Mai 1927) ist ein ehemaliger deutscher Fußballtorwart. 1953/54 stand er in der DDR-Oberliga, der höchsten Spielklasse im DDR-Fußball, für Stahl Thale im Tor.

## Sportliche Laufbahn
Als 1953 die Betriebssportgemeinschaft (BSG) Motor Köthen aus der drittklassigen Bezirksliga Halle abstieg, verließen mehrere Spieler die BSG, unter ihnen auch Torwart Gerhard Rößchen. Er wechselte zum DDR-Oberligisten Stahl Thale, wo der abgewanderte Stammtorwart Heinz Bernhardt ersetzt werden musste. Nach drei Versuchen mit Heinz Schulze stellte Trainer Erich Blanke vom vierten Spieltag an Gerhard Rößchen ins Tor. Dieser ließ sich nicht wieder verdrängen und absolvierte bis zum Saisonende 24 Punktspiele. Danach stieg Stahl Thale aus der Oberliga ab.
Rößchen wechselte erneut und schloss sich zur Saison 1954/55 dem zweiten Absteiger aus der Vorsaison Motor Dessau an. Dort stand er bis 1962 im Tor und absolvierte in vier DDR-Liga-Spielzeiten 83 von 117 ausgetragenen Meisterschaftsspielen. Zwischen 1958 und 1960 spielte er mit der BSG Motor in der drittklassigen II. DDR-Liga.